# أنطونيو فيريرا غوميز
أنطونيو فيريرا غوميز (بالبرتغالية: António Ferreira Gomes‏) هو قسيس برتغالي، ولد في 10 مايو 1906 في بينفايل في البرتغال، وتوفي في 13 نوفمبر 1989 في إيرميسندي في البرتغال.